# Enrico Dandolo

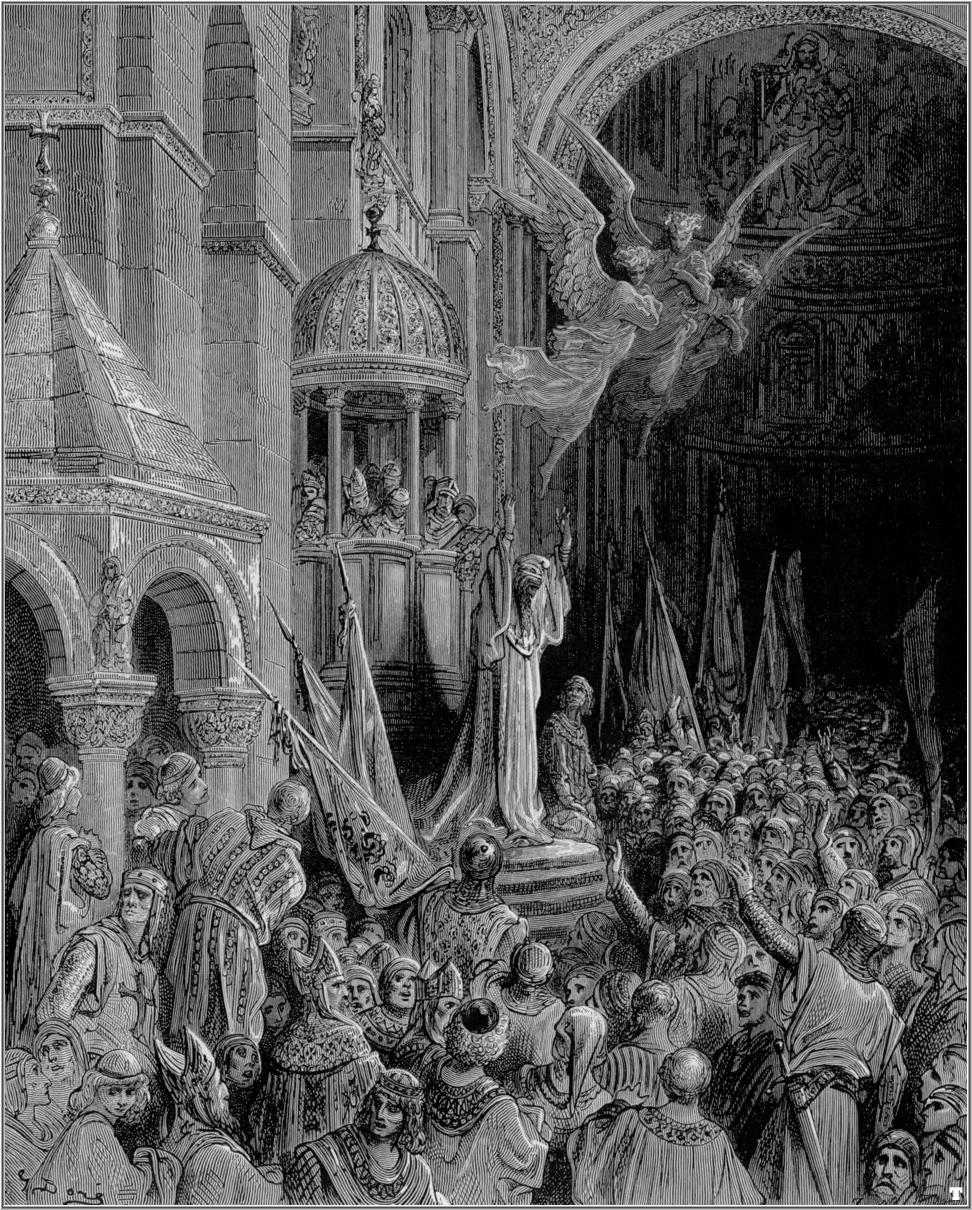
Enrico Dandolo predikt de kruistochten, een 19e-eeuwse gravure van Gustave Doré

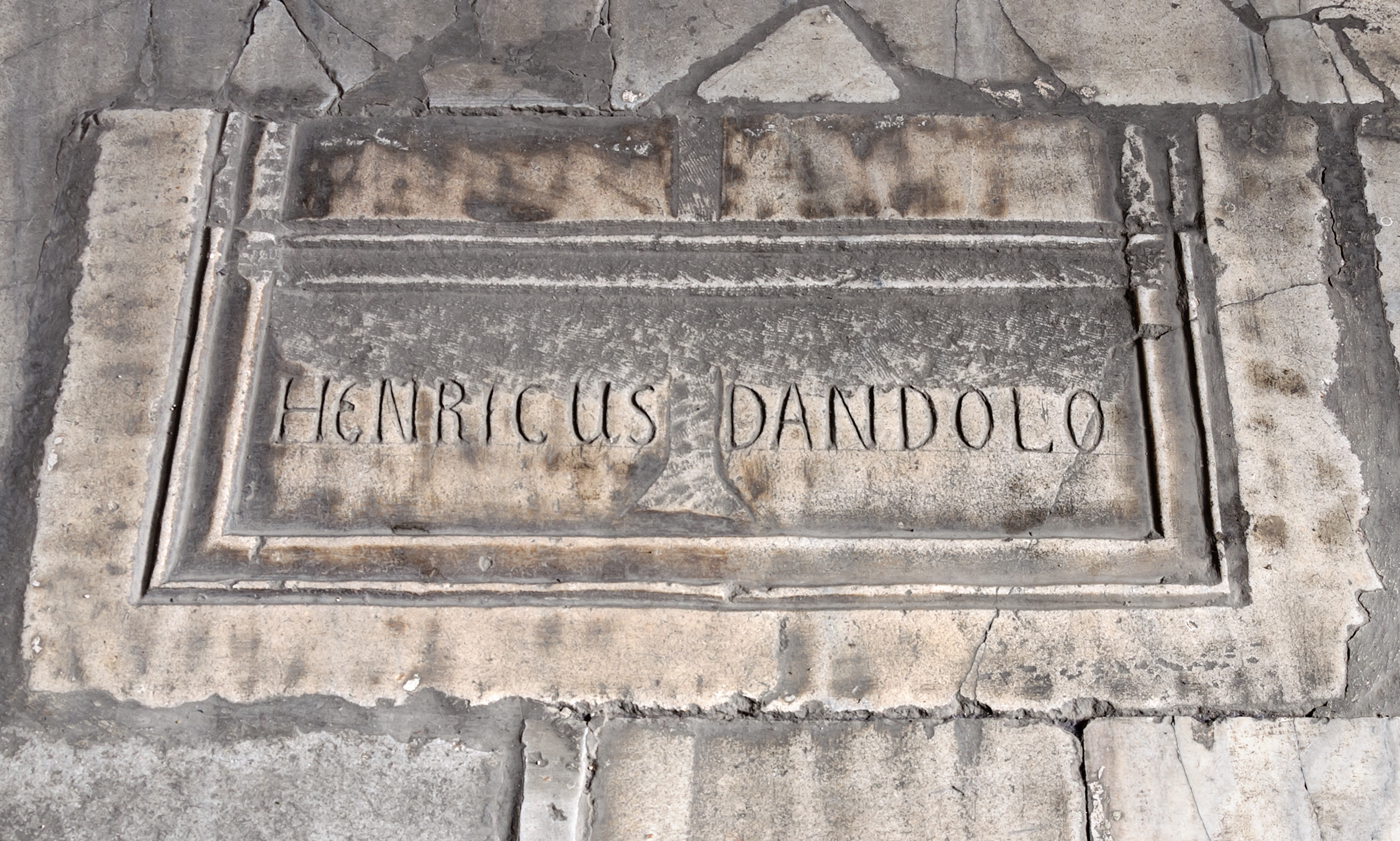
Het graf van Enrico Dandolo in de Hagia Sophia

Enrico Dandolo (begin 12e eeuw – 1205) was de 39e Doge (leider van een van de oude Italiaanse republieken) van de stadstaat Venetië.
Het exacte geboortejaar van Enrico Dandolo staat niet vast, maar het moet ergens rond 1110 geweest zijn. Hij werd geboren in een zeer invloedrijke Venetiaanse familie. Tijdens zijn leven vervulde hij een aantal diplomatieke en militaire functies. Zo leidde hij in 1172 een mislukte militaire expeditie tegen Constantinopel. Deze stad was een geduchte concurrent van Venetië en had een Venetiaanse minderheid die doorlopend onder vuur lag en een jaar eerder was deze groep fel aangevallen.
In 1192 werd hij gekozen tot Doge. Hij was toen reeds oud en blind maar waarschijnlijk nog zeer vitaal en vastbesloten. Toen de Vierde Kruistocht wegens financiële problemen vastliep in 1202 greep Dandolo zijn kans. In ruil voor veel geld werd de route van de tocht verlegd naar de Kroatische stad Zara. Deze christelijke stad, ook een concurrent van Venetië, werd aangevallen en geplunderd. Vervolgens werd de tocht voortgezet naar Constantinopel. Ook deze stad werd aangevallen en ingenomen (beleg en val van Constantinopel (1204)). Hier werd vervolgens een katholieke staat gesticht, het Latijnse keizerrijk. De Paarden van San Marco werden als oorlogsbuit meegenomen en op de gevel van de San Marcokerk geplaatst.
Enrico Dandolo stierf in 1205. Hij werd begraven in de Hagia Sophia in Constantinopel. Zijn tombe werd in 1261 leeggehaald nadat de Byzantijnen Constantinopel hadden heroverd en daarmee een einde hadden gemaakt aan het Latijnse keizerrijk. Dandolo's gebeente werd vervolgens buiten voor de honden gegooid.

## Voetnoten
1. ↑  Rolf Strootman, ‘Hippodroom wordt paardenplein: De wederopstanding van Constantinopel na 1453’, in: Diederik Burgersdijk and Willemijn Waal (ed.), Constantinopel: een mozaïek van de Byzantijnse metropool (Leiden 2011) 183-198, aldaar 185.